# フリードリヒ2世 (神聖ローマ皇帝)
フリードリヒ2世（Friedrich II, 1194年12月26日 - 1250年12月13日）は、ホーエンシュタウフェン朝第4代ローマ王（ドイツ王、在位：1196年12月- 1198年）、第2代シチリア国王フェデリーコ1世（Federico I）（在位：1197年 - 1250年）、第2次ホーエンシュタウフェン朝初代ローマ王（通算第6代、在位：1212年12月9日 - 1220年）、そしてシュタウフェン朝通して第3代にして最後となる神聖ローマ皇帝（戴冠：1220年11月22日）。先代皇帝ハインリヒ6世とシチリア女王コスタンツァの子。さらに第6回十字軍でエルサレム王として戴冠（1229年3月18日）。歴代皇帝と異なりイタリアを本拠とした進歩的な君主で、イタリアの中央集権化とゲルマニア（ドイツ）の分割統治を推し進めた。しかし、安定した政体を次代に残せないまま崩御、イタリア並びにゲルマニアは中央政権を欠いた都市国家群および領邦国家群と化し、帝位とイタリア王位はハインリヒ7世即位まで60年以上も途絶える（大空位時代）。

## 概要

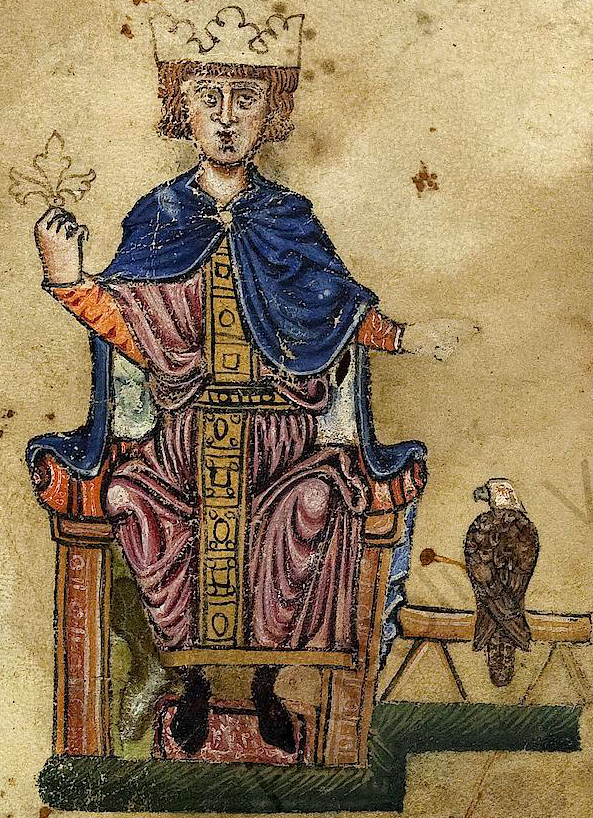
De arte venandi cum avibusの挿絵に描かれたフリードリヒ2世

西欧の封建社会に君臨した事実上最後の皇帝である。学問と芸術を好み、時代に先駆けた近代的君主としての振る舞いから、スイスの歴史家ヤーコプ・ブルクハルトはフリードリヒ2世を「早くから事物を完全に客観的に判断し処理することに慣れていた、玉座に位した最初の近代的人間」と評した。中世で最も進歩的な君主と評価され、同時代に書かれた年代記では「世界の驚異」と称賛された。普段の食事は質素であり飲酒も控えていたが、彼が開いた宴会は豪勢なものであり、ルネサンス時代を先取りしたとも思える宮廷生活を送っていた。フリードリヒの容貌について同時代のヨーロッパの人間は皆称賛していた。またその知性はイスラム教国アイユーブ朝の君主アル＝カーミルを魅了した。
一方、「早く生まれすぎた」彼は教皇庁や北イタリアの都市国家と対立し、ローマ教皇から2回の破門を受けた。治世をイタリア統一のために費やしたが、教皇庁と都市国家の抵抗によって悲願を達することなく没した。また、イタリアに重点を置いた彼の施策は帝国に混乱をもたらした（大空位時代）。フリードリヒの死後、帝国が再び皇帝を得るのはハインリヒ7世が即位する約60年後のことである。

## 生涯

### 誕生

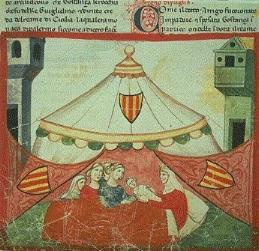
フリードリヒ2世の誕生

1194年12月26日にフリードリヒ2世はイタリア中部の町イェージで皇帝ハインリヒ6世とシチリア王女コンスタンツェ（イタリア名はコスタンツァ）の間に生まれる。出産の際にイェージの広場には天幕が張られ、その中でコスタンツァは血統の証人となる町の貴婦人たちに見守られながらフリードリヒを産み落とした。
生後3か月目にフリードリヒはアッシジで洗礼を受け、ロゲリウス・フリデリクス（フェデリーコ・ルッジェーロ）の洗礼名を与えられる。この名は、父方の祖父フリードリヒ1世と、母方の祖父であるシチリア王国の建国者ルッジェーロ2世の両方の名前にあやかったものである。さらに洗礼名とともにコンスタンティヌスという名前を与えられた伝承も存在するが、真偽は不明である。

### 父母の死
父ハインリヒはコスタンツァと結婚したことで帝位に加えてシチリア王位も手に入れ、地中海からゲルマン海に至る広大な領土を有していた。1197年にハインリヒが遠征中に病没すると、帝国の支配権を欲するフリードリヒの叔父シュヴァーベン公フィリップと、シチリア支配を望むパレルモの廷臣であるラヴェンナ公マルクヴァルトがフリードリヒを傀儡に据えようとする。ハインリヒの遺言でフリードリヒの摂政を務めていたコスタンツァは2人に対抗するため、教皇インノケンティウス3世を頼った。インノケンティウスはフィリップのローマ王選出、ローマ教皇のシチリア王国に対する宗主権の承認を条件に出し、1198年5月17日にフリードリヒにシチリア王位が戴冠される。
1198年11月27日に摂政を務めていたコンスタンツェが没すると、孤児となったフリードリヒはインノケンティウスの後見を受けることになる。

### 成人まで
フリードリヒが生まれた当時のシチリア島は、ノルマン人王朝（オートヴィル朝）建国前から根付いていたイスラム文化とビザンティン文化、ラテン文化が融合しており、独特の文化を生み出していた。インノケンティウス3世はフリードリヒの元に高位聖職者からなる家庭教師を兼ねた執権団を派遣するが、執権団が到着した時、4歳のフリードリヒはすでにラテン語を習得しており、歴史と哲学の書籍を読み始めていた。幼少のフリードリヒは自分を利用しようとする周りの党派に翻弄され、1202年から1206年の間にはマルクヴァルトの人質にもされた。人質生活の中では必需品にも欠き、同情したパレルモの市民たちはフリードリヒに食糧を分け与えた。フリードリヒはパレルモの文化の影響を受けて成長し、ラテン語・ギリシア語・アラビア語などの6つの言語を習得し、科学に強い関心を示すようになった。また、フリードリヒは肉体面においても馬術、槍術、狩猟で優れた才能を示した。
一方、帝国北部（ドイツ）ではシュヴァーベン公フィリップを支持する派閥とヴェルフ家のオットーをローマ王に推す派閥に分裂しており、それぞれの派閥に属する諸侯が互いに争っていた。1208年にフィリップが暗殺されると、インノケンティウス3世の働きかけを受けた諸侯は11月にオットーをローマ王に選出した。
1209年に成年を迎えたフリードリヒは10歳年上のアラゴン王国の王女コスタンツァと婚約し、シチリア王位を望む意思を表明した。コスタンツァは女官、吟遊詩人、騎士団とともにパレルモに入城し、フリードリヒは彼女からプロヴァンス詩と洗練された宮廷生活を教わった。この年フリードリヒが成年に達したため、インノケンティウス3世は後見人の地位から降りなければならなかったが、フリードリヒがローマ王位を継ぐことを恐れたインノケンティウス3世はオットーの戴冠式を強行し、オットーが帝位に就いた。

### 皇帝即位

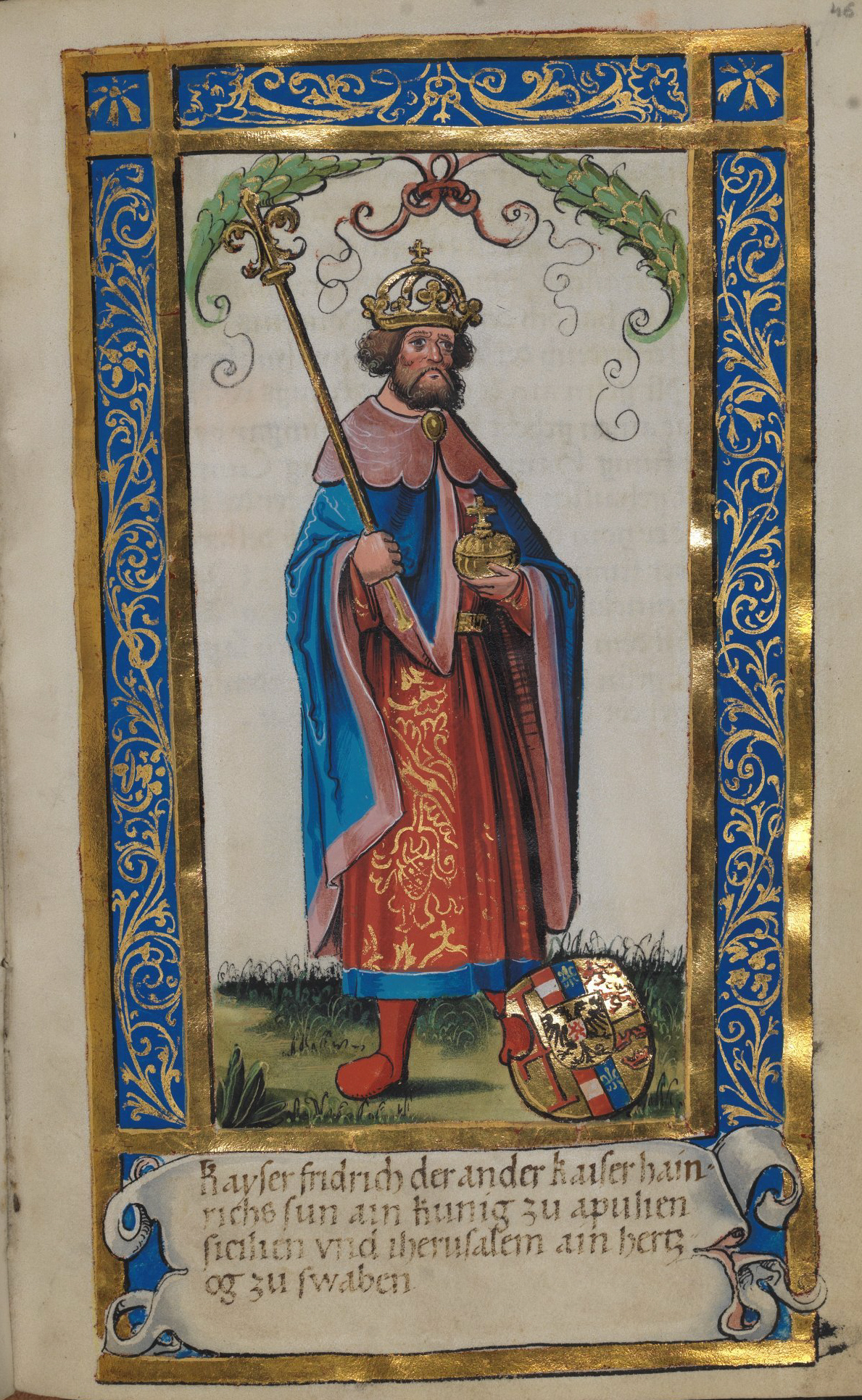
フリードリヒ2世

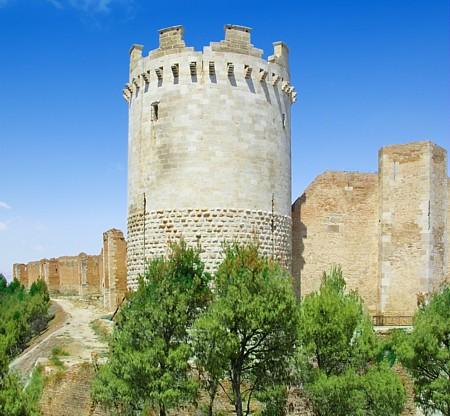
ルチェーラの城砦

強引なオットーの即位にホーエンシュタウフェン家が反発したためにホーエンシュタウフェン家とヴェルフ家の対立が再発し、帝国に内乱が起きる。
オットーはイタリアに矛先を向けて教皇領とシチリアに侵攻し、インノケンティウス3世は報復として彼を破門、帝国の反乱を扇動した。
この処分を受けて1211年に諸侯はニュルンベルクでオットーの廃位とフリードリヒのローマ王（ドイツ王）選出を決定し、フリードリヒにはゲルマニア（ドイツ）へ向かうよう要請した。フリードリヒはその前にインノケンティウス3世が出した教皇の宗主権の再確認、生まれたばかりの子ハインリヒへのシチリア王譲位という条件を呑み、1212年にアルプスを越えた。後年フリードリヒはこの激動が続いた時期を、「神によって奇跡的にもたらされたもの」だと述懐した。
12月5日にフランクフルトでフランス王フィリップ2世と教皇の使者が見届ける中でフリードリヒはローマ王に選出され、12月9日にマインツで戴冠した。フリードリヒはフランスからの援助を受け、諸侯に対しては特許状を発行して支持を集めて吝嗇な性格のオットーに対抗した。1214年のブーヴィーヌの戦いでの敗北でオットーの没落は決定的になり、フリードリヒは名実共にローマ王として認められた。1215年にフリードリヒはアーヘン大聖堂でローマ王に正式に戴冠され、十字軍の遠征に赴くことを誓約した。フリードリヒの宣言に満足したインノケンティウス3世はハインリヒがゲルマニアに移ることを認め、翌1216年に没した。ゲルマニア滞在中、フリードリヒはエルザス、ライン河畔、ヴォルムス、シュパイアーに滞在し、諸侯に積極的に干渉しようとはしなかった。フリードリヒはゲルマニアの統治において、ハインリヒ6世没後に諸侯が獲得した特権を1213年と1220年の2度にわたって承認し、聖俗両方から支持を獲得した。

### シチリアの復興
1220年にフリードリヒはハインリヒを共同統治者としてローマ王の地位に置き、ハインリヒと顧問団にゲルマニアの支配を委ねてパレルモに戻った。フリードリヒは新教皇ホノリウス3世から十字軍の実行と引き換えに帝位を認められ、荒れ果てたシチリアの統治に取り掛かった。シチリアではゲルマニアとは逆に強権的な政策を布き、グリエルモ2世の死後にシチリアの都市と貴族に与えられていた特権を廃した。貴族の拠る城砦は破壊されて新たに皇帝直轄の城が建設され、自治都市には皇帝直属の行政官が派遣された。フリードリヒに反抗して自治を貫こうとしたメッシーナは弾圧を受け、教会にも帝国の介入が及んだ。
またフリードリヒの軍はシチリア南部で山賊行為をしていたイスラム教徒を討伐し、10,000人のイスラム教徒を捕らえた。フリードリヒは捕らえたイスラム教徒を新たに建設した都市ルチェーラに移住させ、彼らに自治を許した。フリードリヒに感謝したルチェーラの住民は軍事的協力を約束し、彼らは後にフリードリヒの指揮下で教皇派と戦うことになる。
1224年には官僚の養成機関として、法学と修辞学を教授するナポリ大学が創立された。

### 破門十字軍

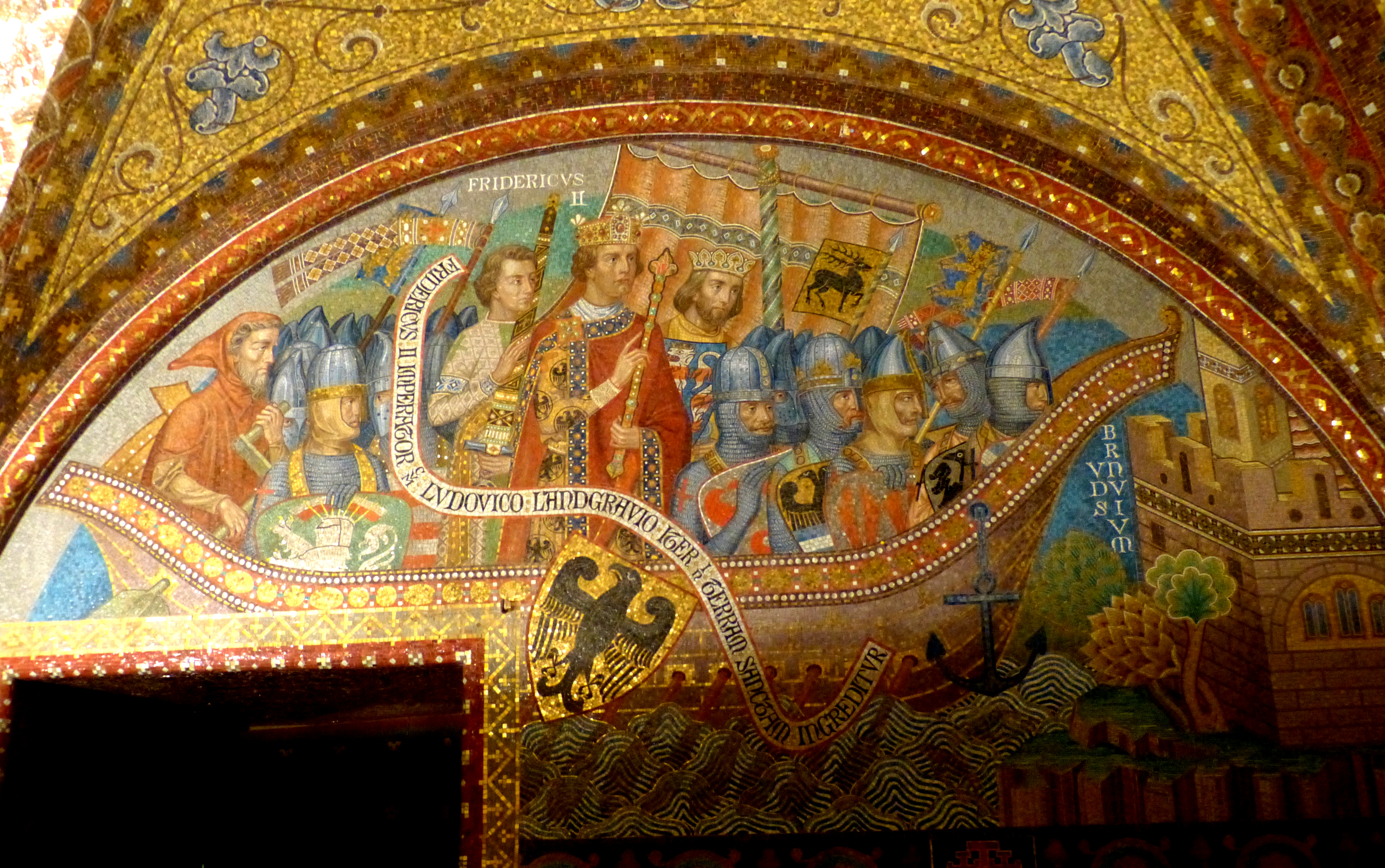
ヴァルトブルク城内に描かれた、第6回十字軍のモザイク画。
赤いマントと神聖ローマ皇帝の帝冠を着用しているのがフリードリヒ2世、その隣の冠をかぶった人物はテューリンゲン方伯ルートヴィヒ4世。

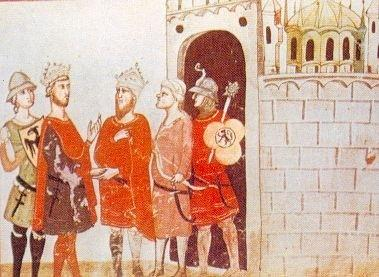
フリードリヒ2世とアル＝カーミルの交渉
フリードリヒ2世：左から2番目の人物
アル＝カーミル：中央の人物

1222年にエルサレム王ジャン・ド・ブリエンヌの一行がシチリア王国のブリンディジに上陸する。フリードリヒはブリエンヌの元に使節団を派遣し、彼とともにローマに向かった。ローマでは東方のイスラム教徒への対策が議論され、議論の中でフリードリヒとブリエンヌの娘ヨランド（イザベル）の結婚、結婚後2年以内にフリードリヒが十字軍に参加する取り決めが交わされる。1225年11月9日にフリードリヒは成人したヨランドと再婚し（最初の妻コンスタンツェは1222年に死没していた）、同時にブリエンヌにエルサレム王位とヨランドが有する権利を譲渡させた。
1227年にホノリウス3世が没した時にもフリードリヒの遠征はいまだ実行に移されておらず、教皇グレゴリウス9世は破門をちらつかせ、1228年にフリードリヒは40,000の軍を率いてエルサレムに向かう。道中で軍内に疫病が流行り、フリードリヒ自身も病に罹ったために聖地の土を踏まずに帰国した。この時にフリードリヒはサレルノ大学の衛生学に触れ、中世ヨーロッパでは稀な毎日入浴する衛生観を身に付けた。しかし、グレゴリウス9世は教会権力への脅威となっていたシチリアの力を抑えるため、仮病と判断してフリードリヒを破門する。フリードリヒは破門が解除されないまま第6回十字軍を起こして再びエルサレムに向かい、道中でキプロス王国の政争に介入した。
教皇庁は破門されたフリードリヒが率いる十字軍に批判的であり、現地の将兵はフリードリヒへの協力を拒否した。一方、エルサレムを統治するアイユーブ朝のスルターン・アル＝カーミルは、アラビア語を介してイスラム文化に深い関心を抱く、これまでに聖地を侵略したフランク人たちとは大きく異なるフリードリヒに興味を抱いた。
フリードリヒとアル＝カーミルは書簡のやり取りによって互いの学識を交換し合い、エルサレム返還の交渉も進められた。フリードリヒは血を流すこともなく、1229年2月11日にアル＝カーミルとの間にヤッファ条約を締結し、10年間の期限付きでキリスト教徒にエルサレムが返還された。両方の勢力は宗教的寛容を約束し、また以下の条件が課せられた。
- キリスト教徒への聖墳墓教会の返還[50]
- イスラム教徒による岩のドームとアル＝アクサー・モスクの保有[50]
- 軍事施設の建設の禁止[56]

しかし、現地の騎士修道会の中でエルサレムの返還を喜んだのはチュートン騎士団だけであり、聖ヨハネ騎士団とテンプル騎士団は不快感を示した。エルサレムに入城したフリードリヒはエルサレム王としての戴冠を望むが、彼に同行した司祭たちは破門されたフリードリヒへの戴冠を拒み、1229年3月18日に聖墳墓教会でフリードリヒは自らの手で戴冠した。現地の冷淡な反応を嘆いたフリードリヒは後をチュートン騎士団に任せてシチリアに帰国する。
帰国に際してアッコに移動したフリードリヒは、数日にわたって敵対するテンプル騎士団の本部を包囲した。5月1日にフリードリヒは包囲を解いて密かに帰国し、アッコの住民の一部がフリードリヒの一行に罵声を浴びせた。

### ハインリヒ（7世）の反乱

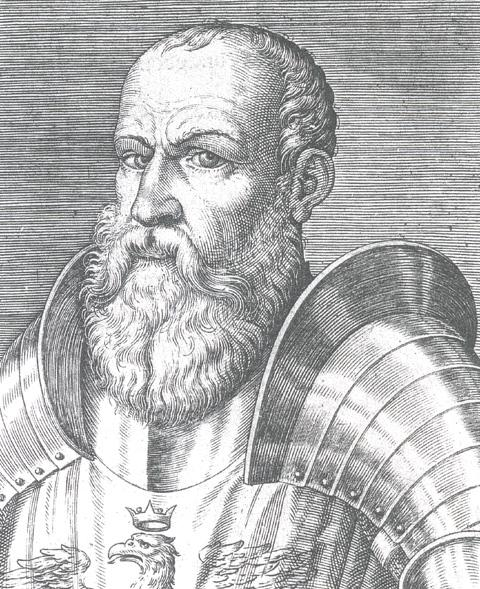
エッチェリーノ・ダ・ロマーノ。後にフリードリヒの女婿となる。

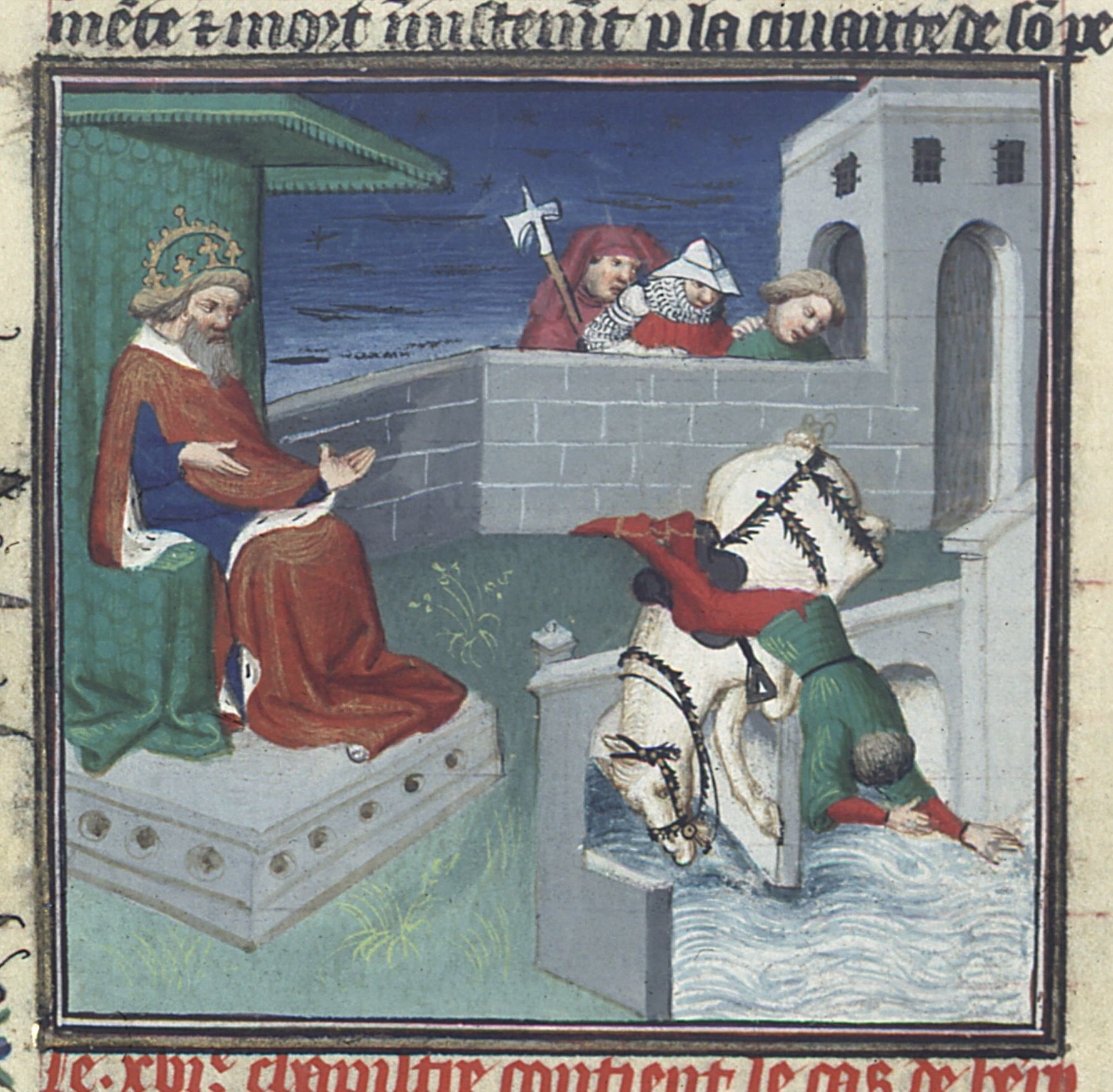
15世紀に描かれた絵画。
左：フリードリヒ2世
右：身を投げるハインリヒ7世

#### フリードリヒのイタリア統治
フリードリヒの遠征中、グレゴリウス9世は北イタリア諸都市を唆して南イタリアを攻撃した。帰国したフリードリヒは都市を占領していた教皇派の軍隊を撃退し、グレゴリウスを威嚇しつつ和議を提案した。1230年にチュートン騎士団の仲介と皇帝側の譲歩の結果、サン・ジェルマノの和約が成立し、フリードリヒの破門が解除された。講和では同時にヴェローナの領主エッチェリーノ・ダ・ロマーノの破門の解除、港湾都市ガエータのローマ帝国への編入が認められ、教皇側には屈辱的な結果に終わる。
1231年のメルフィの会議で、フリードリヒはかつての皇帝たちが施行した法令を元に編纂した『皇帝の書（リベル・アウグスタリス）』を発布する
。
- 都市・貴族・聖職者の権利の制限[32][65]
- 司法・行政の中央集権的性質の確立[65]
- 税制・金貨の統一[65]

上記以外に、18世紀の啓蒙思想を先取りしたとも言われる規定が存在した。
- 貧民を対象とした無料の職業訓練・診察[66]
- 私刑の禁止[66]
- 薬価の制定[66]
- 役人に対する不敬・賄賂の禁止[66]

裁判に関しては、神判（熱鉄神判等）を廃止し、決闘裁判を禁止したが、後者については密殺と大逆罪の場合は例外とした。
『皇帝の書』の発布によってシチリアには絶対主義的な体制が成立し、フリードリヒはかつてのローマ帝国の権威と伝統を復興させる意思を顕わにした。また、制定した法令を国民に周知させるため、コロックイアという会合が各地で開かれた。同1231年には北イタリア都市へのポデスタ（行政長官）の任命によって、北イタリアの都市にも支配を行き渡らせることを試みた。
1232年に開催されたフリウリの諸侯会議の後、北イタリアの都市ヴェローナが帝国に帰順し、領主エッチェリーノは北イタリアの皇帝派の中心人物となる。また、他の北イタリアの自治都市のうちピサ、シエナ、クレモナ、モデナもフリードリヒを支持した

#### ローマ王ハインリヒ
官僚制度の発達が進められていたシチリア王国以外の帝国諸地域は諸侯の分断統治に委ねられており、国王が直接支配する地域は限定されていた。特にゲルマニア（ドイツ）はイタリアの属州とも言える状態にあり、フリードリヒの息子ハインリヒはローマ王（ドイツ王）の地位にありながらも事実上は父のドイツ総督でしかなかった。
ハインリヒは積極的に王権を強化する方策を採り、聖界諸侯（高位聖職者）が領有する都市の自治運動を支援し、彼らの領地経営に介入した。ハインリヒに反発する諸侯は1231年にヴォルムスでの「諸侯の利益のための協定」を結ばせるに至り、諸侯が持つ事実上の既得特権を皇帝に追認させた。諸侯は協定の順行を掲げたが、王としての統治を望むハインリヒは諸侯の専横と皇帝フリードリヒの政策に不満を抱いた。一方で帝国からの圧力を憂慮するグレゴリウスはロンバルディア同盟の再結成を指導し、ハインリヒに反乱を唆した。

#### 息子の死
グレゴリウス9世の誘いに乗ったハインリヒは1234年にロンバルディア同盟と結託して反乱を起こす。しかしローマ王ハインリヒに味方する諸侯はほとんどおらず、皇帝フリードリヒがわずかな手勢でアルプスを越えようとしただけでハインリヒの敷いた防衛戦は瓦解した。1235年7月にハインリヒは降伏、王位と継承権を剥奪され、盲目にされた上でプーリアの城に幽閉された。1242年2月にハインリヒは別の城に護送される道中で、谷底に身を投げて自殺した。結局ハインリヒは後の時代でも正統な王と見なされず、国王としては「ハインリヒ（7世）」と括弧書きされる。

### 教皇との抗争

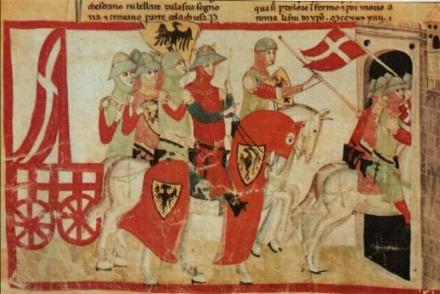
コルテノーヴァの戦い

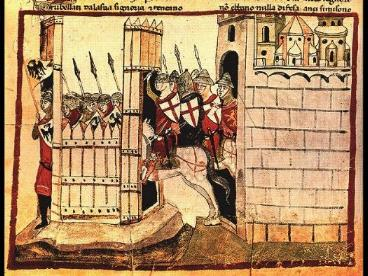
パルマの敗戦

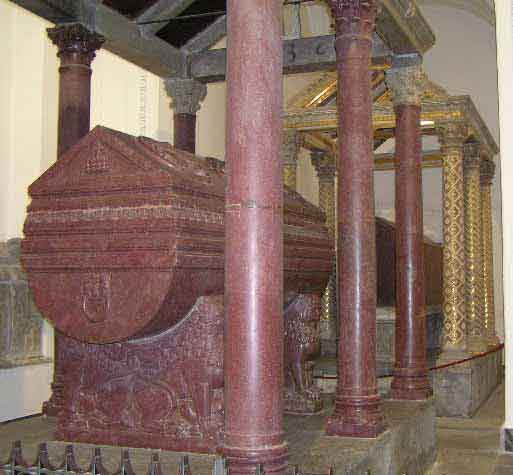
カテドラル内のフリードリヒ2世の棺

1235年7月のヴォルムスの集会ではハインリヒの廃位とともに、フリードリヒとイングランド王女イザベラとの結婚が執り行われた。集会の後にフリードリヒはマインツに向かい、13世紀で最大規模の集会を開催する。この集会ではホーエンシュタウフェン家とヴェルフェン家の和解、ラント平和令の発布、1236年春のロンバルディア同盟への遠征が決定された。
ハインリヒの反乱が鎮圧されるとロンバルディア同盟の都市は蜂起し、フリードリヒの軍はイタリアに攻め込んだ。1237年11月27日のコルテノーヴァの戦いで、フリードリヒはロンバルディア同盟軍に勝利する。しかし、戦後の講和は難航し、同盟の中心都市であるミラノを屈服させることはできなかった。フリードリヒは講和を拒んだブレシアの包囲に失敗し、またヴェネツィアとジェノヴァが教皇側に加わる。
1237年2月のウィーンの集会で、フリードリヒは次子のコンラートをローマ王に就けた。
1239年にグレゴリウス9世はフリードリヒが庶子エンツォに与えたサルデーニャ王位を剥奪し、一度は取り消した破門を再び行った。皇帝と教皇の争いはイタリアの都市間の抗争、都市内部の派閥にも波及し、皇帝派と教皇派（ギベリンとゲルフ）に分かれて争った。教皇派はフリードリヒをアンチキリストと呼び、フリードリヒは福音にかなった清貧を説いて教皇派に対抗した。
フリードリヒは教皇が開く公会議に参加する者は敵とみなすと脅しをかけて対抗し、公会議に向かう聖職者を捕らえて投獄した。1241年にグレゴリウスは没し、グレゴリウスの次に即位したケレスティヌス4世は在位17日で没した。ケレスティヌス没後のコンクラーヴェでは選挙に参加する枢機卿のうち2人がフリードリヒに捕らえられ、新教皇の選出は1年半後にまで延びた。この間フリードリヒはローマへの進軍を行わず、体勢を立て直した教皇庁は1243年にインノケンティウス4世を新教皇に選出した。
フランス王ルイ9世の仲介でフリードリヒとインノケンティウスの交渉が始まり、1244年にフリードリヒが捕らえた聖職者が釈放される。しかし、ロンバルディア同盟は講和に反対し、インノケンティウスの出身地であるジェノヴァも和平を拒んだために交渉は難航した。インノケンティウスは密かにリヨンに逃れ、1245年6月26日のリヨン公会議でフリードリヒの廃位と彼の封建家臣の主従関係の解除を宣言した。インノケンティウス4世はフリードリヒに対する十字軍を呼びかけ帝国の各地で反乱が勃発した。しかし、教皇権の伸張を恐れる多くの王と君主は破門に批判的であり、ルイ9世もフリードリヒに同情を示していた。
破門の宣告に対し、フリードリヒは「世界の鉄槌」として抗戦する意思を顕わにする。フリードリヒは直属のイスラム教徒の兵士を率いてイタリア各地を転戦し、またゲルマニアでは聖界諸侯によってテューリンゲン方伯ハインリヒ・ラスペがコンラートに対立するローマ王に選出された。
1246年の復活祭の前日、教皇派によるフリードリヒとエンツォの暗殺計画が発覚する。さらに、パルマ執政官ティバルト・フランチェスコ、トスカーナの前執政官パンドルフォ・ファサネッラら側近たちも計画に加担していた。彼らが陰謀に加わった理由は明らかではないが、フリードリヒが帝国の要職を身内で固めたために進退に不安を覚えたためだと言われている。逮捕された謀反人たちは目を潰され、残忍な身体刑を与えられて命を絶たれた。

### 最期
1247年にハインリヒ・ラスペが没した後、ホラント伯ウィレム2世が教皇党によってローマ王ヴィルヘルムとして対立王に選出されたが、ヴィルヘルムは戴冠式の後に領地に帰国し、しばらくの間ローマ王としての活動は行わなかった。ハインリヒ・ラスペが没した後、フリードリヒは教皇派との和解のため、リヨンのインノケンティウスの元に向かおうとした。しかし、フリードリヒの計画が実現する前にパルマが教皇派によって陥落したため、リヨンの訪問を諦めなければならなかった。
教皇派の勢力下に置かれたパルマにはフリードリヒに対立する人間が多く集まり、またパルマの陥落をきっかけにイタリア全土でフリードリヒに対する反乱が起きる。1248年に教皇の破門はフリードリヒの一族全員に及ぶ。フリードリヒはパルマを兵糧攻めにするため、包囲にあたって町の近くに「ヴィットリア」（勝利）と名付けた町を建設し、パルマへの通行を妨害した。1248年2月18日の早朝、フリードリヒが供を連れて鷹狩りに出かけた隙をついてパルマ市民がヴィットリアを奇襲、町は陥落し財貨や兵器が略奪された（パルマの戦い）。狩猟中に街の陥落を知ったフリードリヒは一旦クレモナに退却、軍を編成して2月22日にパルマを再包囲するが攻略に失敗した。この戦いについて同時代の年代記の著者サリンベーネは、「パルマの敗戦がフリードリヒの破滅の原因となった」と記した。教皇派はパルマの勝利に勢いづき、ロマーニャ地方の都市やラヴェンナが教皇派に転じた。
1249年には『皇帝の書』編纂事業の中心人物でもある宰相ピエロ・デレ・ヴィーニェの反乱と、侍医による暗殺計画が発覚する。さらに将来を期待されていた子エンツォがボローニャ軍に敗れ、ボローニャ内の塔に監禁される不測の事件が起きる。エンツォ釈放のためにボローニャに大幅な譲渡を提案するが、交渉は失敗に終わった。しかし、この年に北イタリア情勢は好転し、パルマもエンツォの後任であるオベルト・パッラヴィチーニによって陥落した。教皇インノケンティウス4世は資金の欠乏とフリードリヒとの講和を拒むことに苛立つルイ9世からの圧力によって方針の転換を迫られていた。
1250年、この年にフリードリヒが出陣することは無かった。8月にゲルマニアで戦っていたコンラートが対立王ヴィルヘルム（ホラント伯ウィレム）に勝利し、教皇派の支持者を味方に付けた吉報が届けられる。
同年の晩秋、ルチェーラ近郊で鷹狩を楽しんでいたフリードリヒは突如激しい腹痛に襲われた。幼馴染であるパレルモ大司教ベラルドから終油の秘蹟を受け、12月13日に庶子マンフレーディと重臣たちに看取られ、カステル・フィオレンティーノ（現在のフォッジャ県サン・セヴェーロ付近の城砦）で没した。防腐処理された遺体は海路でターラントからパレルモまで運ばれ、彼の遺言に従ってカテドラルに埋葬された。遺言にはコンラートが帝位とシチリア王位を相続し、コンラートが不在の場合はマンフレーディが代理人として帝位と王位を保持するよう記されていた。
フリードリヒの死について、インノケンティウス4世は「天地が喜ぶ」と書き記し、追い詰められていた教皇派は彼の死に安堵した。また、教皇派の年代記作家サリンベーネは「彼ほどの君主は世界にいなかっただろう」と記し、イングランドの年代記作家マシュー・パリスは「偉人」「世界の驚異」「驚くべき変革者」が没したと記録している。
没後、フリードリヒの死を信じようとしない者は多く、不死伝説も生まれた。フリードリヒは死んでおらず、エトナ火山に身を隠している、あるいはハルツ山中の洞穴で眠りについていると噂された。1284年にはケルンにフリードリヒ2世を名乗る人物が現れ、一時期独自の宮廷を開いていた。

## ドイツ領邦国家の原型
1213年、フリードリヒはゲルマニア（ドイツ）の諸侯の支持を取り付けるために発布したエーガー勅令で選帝侯の権利を認め、領内の司教・大修道院長の選挙にローマ王は干渉しないことを約束した。ローマ王即位後は、王位争いによって弱体化した王権を回復するためにレーエンの取得、断絶した貴族家系の所領の相続・分配への介入を行った。しかし、叙任権闘争時代以来形成されてきた諸侯の権利を削ることは不可能であり、また息子ハインリヒ7世のローマ王即位には諸侯の協力が必要であることは周知していた。そのためゲルマニアにおいては強権的な政策はとらずに諸侯との協調を図った。
次いでハインリヒのローマ王即位に際して、フリードリヒは諸侯の中で多数を占める聖界諸侯への対策を打ち出す。1220年4月26日、帝国の聖界諸侯に領域支配の権限を認める特許状（聖界諸侯との協約）を発行した。
1231年にハインリヒが受諾した「諸侯の利益のための協定」は、翌1232年5月に若干の修正を加えられた上でフリードリヒの承認を受けた「諸侯の利益のための協定」によって聖界諸侯が有していた特権が世俗諸侯にも与えられ、この協定は後世のドイツに乱立する領邦国家の成立に繋がった。フリードリヒの没時、諸侯は既に領地における主権を築いていた。
また、特許状は聖俗の諸侯以外にチュートン騎士団にも与えられた。1226年のリミニの金印勅書によって、チュートン騎士団にクルムと隣接する地域、プロイセンの征服と支配が認められた。1233年のクルム特権状によって騎士団の権利が補完され、1234年にはグレゴリウス9世も騎士団に特権を授与した。フリードリヒはチュートン騎士団を信頼のおける一勢力に構築し、騎士団の総長を務めたヘルマン・フォン・ザルツァは彼の腹心として助言を与えた。
フリードリヒがゲルマニアに到着した当時微弱な勢力だった騎士団は、年代記に「帝国はもはや騎士団の団員の助言によって動いている」と書かれる一大勢力に成長する。法的な権利を認められた騎士団は先住民と戦いながら東方への植民を行い、騎士団国家の建設を進めていった。

## 南イタリアの経済政策

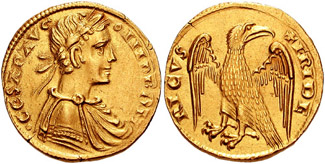
フリードリヒ2世を刻んだアウグストゥス金貨

オートヴィル朝時代から地中海交易の要地であったシチリア島を領有するフリードリヒ2世は、南イタリアでは積極的な経済政策を打ち出し、貨幣収入を軍事と施策に充当した。
南イタリアの収入源は、自治を制限した南イタリア諸都市からの徴税と、ジェノヴァ、ヴェネツィア、ピサなどの北イタリアの貿易都市の商人からの融資だった。年ごとに徴収される直接税、新たに制定された間接税が国庫に収入をもたらした。他方、北イタリア貿易都市がシチリアの港で有していた特権を廃して国家貿易に着手し、オートヴィル朝以前の王権や東ローマ帝国の類似の制度をもとに、産業の独占を行い、収入の増加を図った。また、フリードリヒはシチリア統治の初期時代から収入を商人からの借金の返済に充てており、治世末期には財政の大部分を商人からの借金に依存する構図が完成していたと考えられている。
しかし、国庫収入の増大を目指したフリードリヒの政策は長期的な経済発展には直結せず、農業の疲弊と都市経済の停滞をもたらした側面もある。
都市工業の衰退と北イタリア商人の台頭の結果、南イタリアに北・中部イタリアから製品を輸入し、食料と原材料を輸出する経済構造が確立された。

## フリードリヒ2世の宮廷
フリードリヒ2世は、廷臣たちを率いて各地の城と修道院を転々と移動していた。移動する宮廷はイスラム教徒の兵士に先導され、貴重品と賓客を乗せたラクダの輸送隊がこれに続き、その後をフリードリヒと廷臣が移動していた。この時のフリードリヒは狩人のような服装をし、黒毛の駿馬に乗って移動していたと伝えられる。そしてフリードリヒたちの後には従者、楽団、ルチェーラで養成された踊り子、私設動物園の檻が続いていた。ルチェーラの踊り子たちは教皇派からの非難の対象となり、教皇派は彼女たちを指してハレム（後宮）と呼んだ。イスラーム世界の太守のような生活を送ったことから、同時代人はフリードリヒ2世を「洗礼を受けたスルタン」とも称した。

## 学芸との関わり

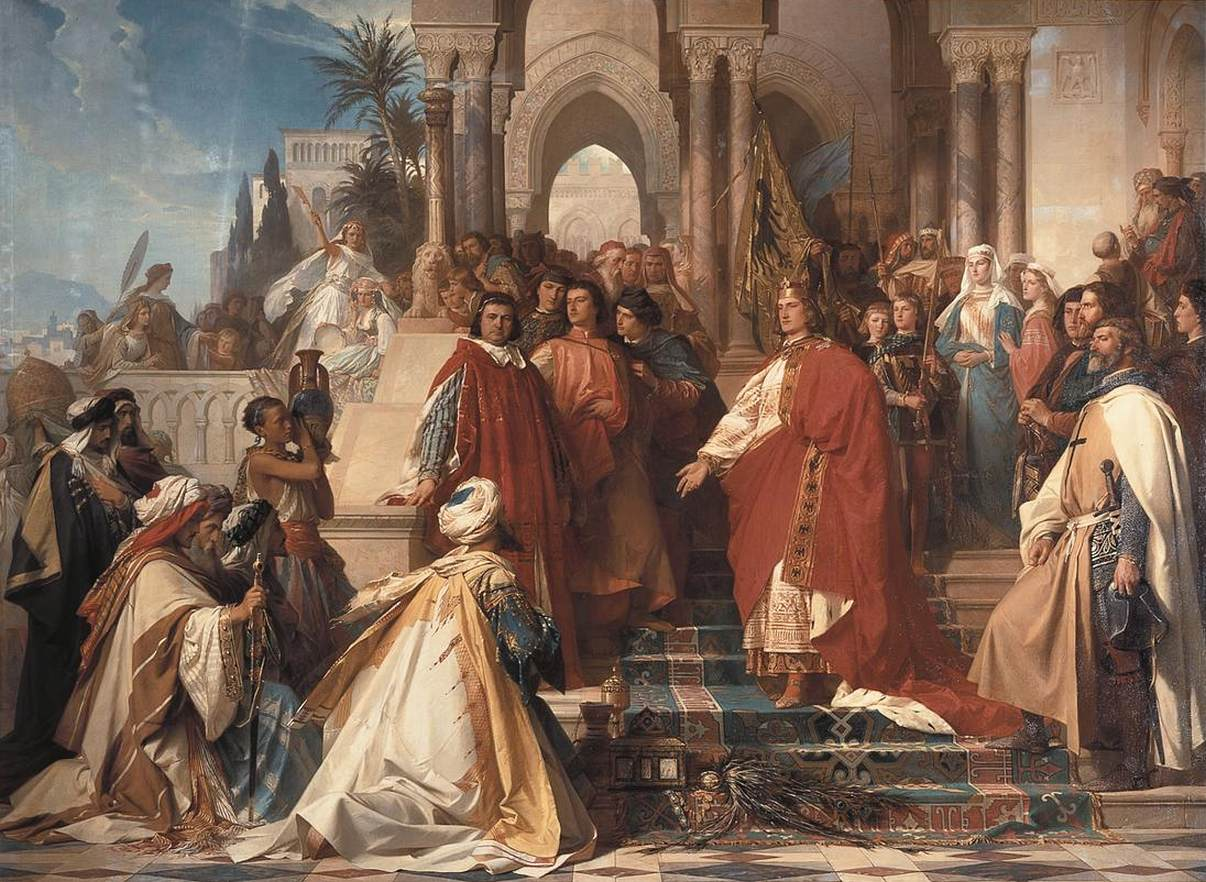
19世紀に描かれたパレルモのフリードリヒ2世の宮廷

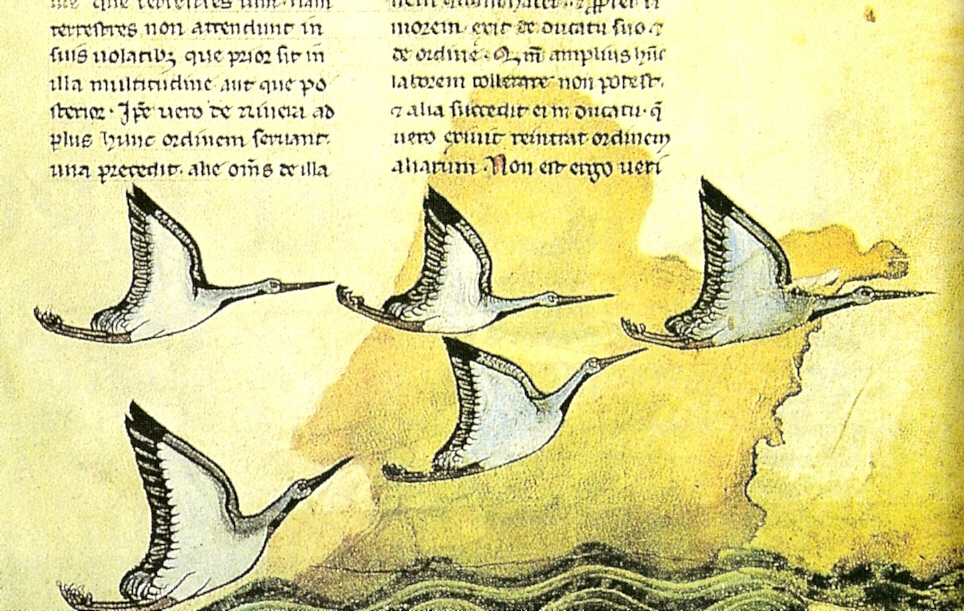
De arte venandi cum avibusの挿絵

### 施政
フリードリヒ2世は信仰に対して寛容な態度を取り、東方正教・イスラム教・ユダヤ教は一定の制限を受けながらも信仰が容認されていた。ただし、宗教紛争の一因となりうる異端に対しては、苛烈な迫害を行っていた。
フリードリヒは未知の事象と学習に限りない意欲を有していた。エルサレムからシチリアに移住したユダヤ人をパレルモの宮廷で雇い、彼らをギリシア語とアラビア語の書籍の翻訳に従事させた。ユダヤ人以外にプロヴァンス、イングランド、イタリア、イスラームの知識人が宮廷に招かれ、宮廷は13世紀ヨーロッパの文化サロンとして発展する。フリードリヒの宮廷に集まった文化人としては、占星術師のマイケル・スコット、数学者のレオナルド・フィボナッチらが挙げられる。「お抱えの占星術師テオドルスを連れて歩（いていた）」。
1224年に設立したナポリ大学は世界最古の国立大学の一つであり、現在はフリードリヒ2世の名前を冠して「Università degli Studi di Napoli Federico II」と呼ばれている。ナポリ大学は数世紀にわたって南イタリアの学術の中心地として機能し、トマス・アクィナスらの知識人を輩出した。
フリードリヒは理知によって説明できない事象を一切信じようとせず、そのために同時代人の中には彼を嫌悪する者もいた。フリードリヒの元では神明裁判は禁止され、また彼が発布した法令の多くは現代にも影響を及ぼしている。

### 薬剤師の誕生
彼が発布した法令の多くは現代にも影響を及ぼしている。法令の一つに、役に立たない（あるいは人体に危険な）薬を売りつけようとしていい加減な診断をする医師に対して、医師が薬剤師を兼ねることを禁止した法令がある。この法令によって医薬分業という制度が生まれ、医薬分業は現在でも欧米諸国では広く一般的な制度となっている。

### 生物
フリードリヒは鷹狩を趣味とし、鷹狩を主題とした最初の書籍であるDe arte venandi cum avibusを著した。1245年のリヨン公会議で破門を受けた後もたびたび鷹狩に出かけ、本の執筆を続けていた。De arte venandi cum avibusはモンゴル帝国のバトゥの宮廷にも献上され、バトゥはフリードリヒが鷹の性質を深く理解していることを称賛し、良い鷹匠になるだろうと述べた。パレルモの宮廷では50人の鷹匠が雇われ、当時の書簡にはフリードリヒがリューベックやグリーンランドのシロハヤブサを求めたことが記されている。De arte venandi cum avibusの現存する版のうち1つは、後の時代になってより優れた鷹匠であるフリードリヒの庶子マンフレーディによって改訂されたものである。
フリードリヒは異国の動物を愛しており、彼の宮廷は動物を伴って移動していた。動物園（Menagerie）で飼われていた動物には、猟犬、キリン、チーター、ヤマネコ、ヒョウ、外国の鳥、ゾウが含まれていた。
さらにフリードリヒは人体実験を多く行っており、フリードリヒを敵視する僧侶サリンベーネが著した年代記には、彼が行った実験が記録されている。その一例として、教育を受けていない子供が最初に話す言語を知るため、乳母と看護師に授乳している赤子に向かって何も話さないように命じた実験がある。しかし、育ての親から愛情を与えられなかった赤子たちは全て死に、フリードリヒの苦労は無駄になった。また、食事をしたばかりの人間や狩りをしに行った人間を解剖させ、消化の機能について調べた記録も残る。

### 文学
フリードリヒは優れた詩人であり、同時に文芸の保護にも熱心だった。ミンネゼンガーにして政治詩の名手ヴァルター・フォン・デア・フォーゲルヴァイデはフリードリヒから念願の采地をもらった喜びを「私は采地をもっている　世の人々よ　私は采地を賜った / 今はもう足指に霜やけの心配もない・・・」（L. 28, 31）と歌っている。
最初の妻コスタンツァからの影響、アルビジョア十字軍後にパレルモに逃れた南フランスの吟遊詩人たちによって、宮廷にプロヴァンス詩の作風がもたらされた。アラビア詩の影響を受けて口語を用いた詩文が多く作られ、ラテン語やフランス語混ざりの隠喩・口語を用いたアラビア風の詩が流行した。パレルモの宮廷は初めてイタリア文学が生み出された場所とも言え、フリードリヒはイタリア文学の創始者の一人に数えられる。
後世、詩人ダンテ・アリギエーリと彼の友人はフリードリヒが設立した学校（Sicilian School）とフリードリヒの詩文を称賛し、フリードリヒの宮廷では『神曲』の完成よりもおよそ1世紀早くにトスカーナ方言が詩作に使用されていた。

### その他

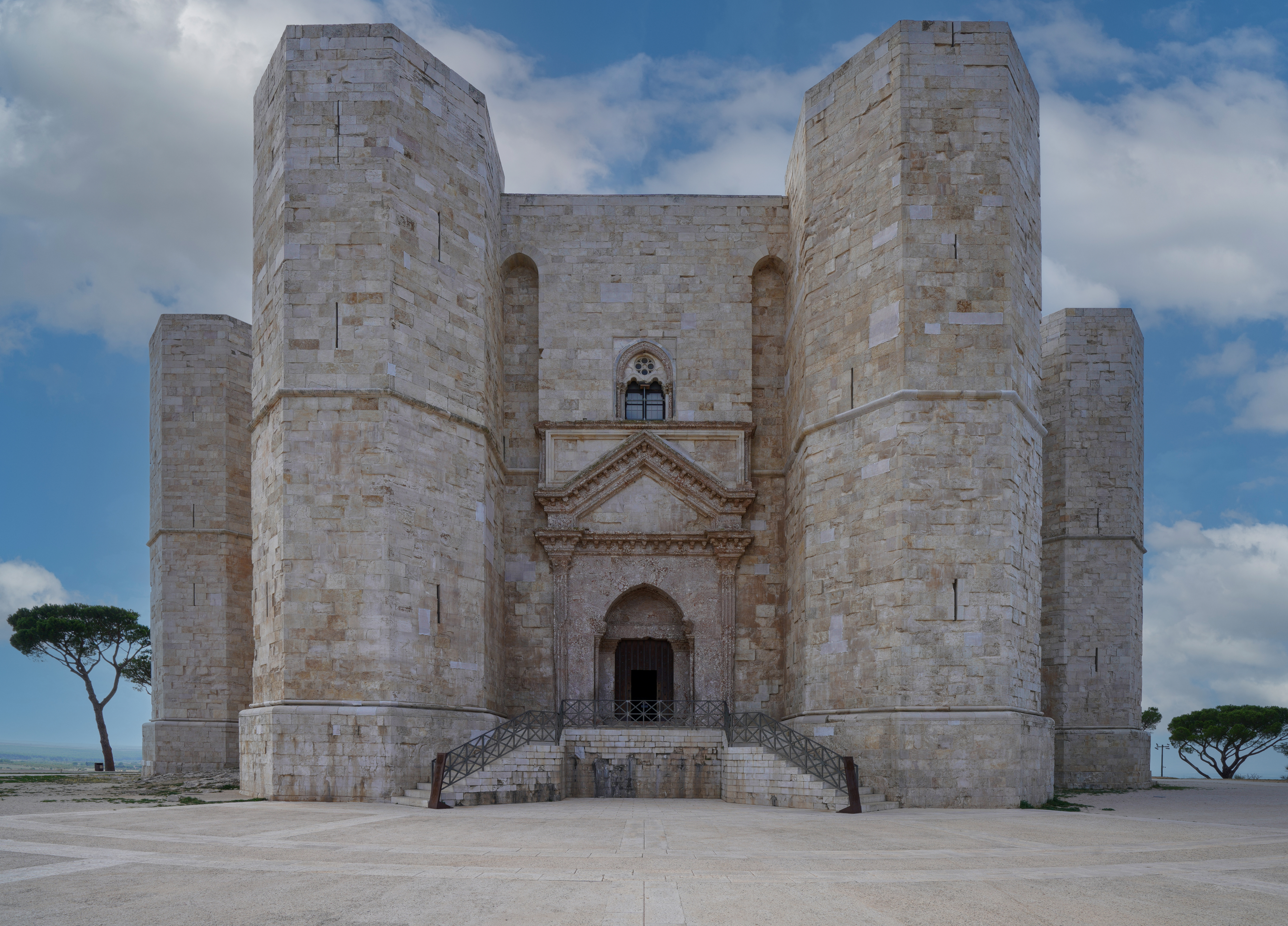
カステル・デル・モンテ

フリードリヒの興味は天文にも向けられ、宮廷にはマイケル・スコット、グイド・ボナッティら占星術師と天文学者が集まっていた。また、彼はしばしばヨーロッパ内外の学者に、数学、物理学の疑問点について質問した書簡を送っていた。
パレルモの宮廷ではローマ帝国時代の伝統の復興、ルネサンスより200年早い古典古代復興の運動が起き、建築物にもその影響が反映された。1240年に狩猟の拠点として建設されたカステル・デル・モンテはゴシック建設の中で異彩を放つ、古典建築を思わせる姿をしている。

## メルフィ法典
フリードリヒ2世の功績のひとつに、1231年にシチリア王国のためにメルフィで施行したメルフィ法典がある。第1巻は公法（王国の基本法・官吏法）、第2巻は民事・刑事の訴訟法、第3巻は封建法・身分法・刑法などを扱っていて、全体はローマ法に基づいて編纂されていて、特筆されるのは各人の宗教にかかわらず法治享受、医薬分業などがあり、近世ヨーロッパ諸国の法典編纂の先駆と呼ばれる。

## 家族

### 嫡出子
- コスタンツァ（1179年 - 1222年6月23日） - 1209年8月15日にメッシーナで結婚。
  - ハインリヒ（1211年 - 1242年） - ローマ王
- ヨランド（1212年 - 1228年4月25日） - 1225年11月9日にブリンディジで結婚。
  - マルガリータ（1226年11月 - 1227年8月）
  - コンラート4世 - ローマ王
- イザベラ（1214年 - 1241年12月1日） - 1235年7月15日にヴォルムスで結婚。
  - カール・オットー - 1236年春に誕生、誕生から数日後に夭折。
  - アグネス - 1237年に誕生、同年に夭折。
  - ハインリヒ（1238年2月18日 - 1253年5月）
  - フリードリヒ - 1239年もしくは1240年に誕生。夭折。
  - マルガレータ（1241年12月1日 - 1270年8月8日） - テューリンゲン方伯アルブレヒト2世（後にマイセン辺境伯）と結婚
- ビアンカ・ランチア - 愛妾
  - コンスタンツェ（アンナ）（1230年 - 1307年4月） - ニカイア帝国の皇帝ヨハネス3世と結婚。
  - マンフレーディ
  - ヴィオランテ（1233年 - 1264年）

### 非嫡出子
- シチリアの伯爵夫人 - 最初の愛人。シチリア王即位在位中に関係を持った。
  - フリードリヒ - 1240年に妻子とともにイベリア半島に移るが、2人の子は3歳に満たないままイベリアで没した。
- ウルスリンゲンのアーデルハイト - 1215年から1220年のローマ帝国滞在中に関係を持った。
  - エンツォ - サルデーニャ王。
- スポレートの公爵の娘
  - カテリーナ・ダ・マラーノ（1216年もしくは1218年 - 1272年） - 最初の夫は不明。2度目の結婚でイタリアの侯爵ジャコモ・デル・カレットと結婚。
- アンティオキアのマティルダ（もしくはマリア）
  - アンティオキア公フリードリヒ（1221年 - 1256年）
- メッシーナ大司教の姉妹マンナ
  - リカルド（1225年 - 1249年5月26日）
- レーヴェンシュタイン伯ゴットフリートの妻ルチーナ
  - マーガレット（1230年 - 1298年） - アチェッラ伯ソマスと結婚。
- 母親不明
  - セルヴァッジャ（1223年 - 1244年） - エッチェリーノ3世・ダ・ロマーノと結婚。
  - ブランシュフルール
  - ゲルハルト